# Pema Gyamtsho
Pema Gyamtsho (tibétain : པདྨ་ རྒྱ་ མཚོ) est né le 15 novembre 1961. C'est un homme politique  qui a été chef de l'opposition à l' Assemblée nationale, au Bhoutan et président du deuxième parti du Parti vertueux du Bhoutan (Druk Phuensum Tshogpa), DPT, l'un des principaux partis politiques bhoutanais depuis 2013. Il est le premier ministre de l'Agriculture et des Forêts du gouvernement démocratique du Bhoutan.

## Carrière
Il avait déjà trouvé un emploi à l'âge de 18 ans. En 1990, il a obtenu un M.Agr.Sc (Hons) de Nouvelle-Zélande et en 1996, il a obtenu un doctorat. de l'École polytechnique fédérale de Zurich. Il a été membre de la Commission de planification, du Secrétariat du développement durable, du Centre d'études sur le Bhoutan, du Conseil d'administration de la Société de développement forestier et co-président fondateur du Bhutan Water Partnership. Plus tard, il a été promu secrétaire adjoint de la Division de la planification des politiques, ministère de l'Agriculture. Il a également travaillé avec ICIMOD basé à Katmandou, au Népal en tant que spécialiste des bassins versants. Finalement, il est devenu le coordonnateur résident adjoint de Helvetas Swiss Intercooperation une organisation suisse d'aide au développement créée en 1955, indépendante politiquement et confessionnellement.
En 2007, il est devenu membre du DPT, et son nom a été enregistré dans la circonscription du district de Bumthang pour l'élection générale (l'élection de l'Assemblée nationale ). En mars 2008, il a remporté une victoire claire dans sa circonscription et en avril de la même année, il a été nommé premier ministre de l'Agriculture et des Forêts du gouvernement démocratique du Bhoutan. En 2013, il s'est présenté à la réélection aux élections générales. Alors que le DPT a été battu par le Parti démocratique du peuple (PDP) lors de cette élection, il a été élu député pour le deuxième mandat
.
En juillet 2013, Jigme Thinley, ancien Premier ministre et président du parti du DPT, a présenté la démission du membre de l'Assemblée nationale avant d'entamer sa session législative. Ainsi, le 24 juillet de la même année, Pema Gyamtsho a été nommé chef de l'opposition à NA pour la deuxième session législative. [5] Le 3 décembre de la même année, il a également été élu comme nouveau président du parti du DPT.
Il est réélu pour un troisième mandat aux élections législatives de 2018 mais il démissionne le 7 septembre 2020 pour devenir directeur général de l'ICIMOD (en). 

## Distinctions
- Bhutan:
  -  Kabney  Le foulard rouge lui a été conféré le 7 novembre 2018. c'est l'un des plus grands honneurs qu'un civil bhoutanais peut recevoir et qui vient directement du trône en reconnaissance du service exceptionnel rendu à la nation[5].